# Ali Pakdaman
Seyed Ali Esmaeilzadeh Pakdaman (pers. ‏سید علی اسماعیل‌زاده پاکدامن‎) (ur. 23 sierpnia 1990) – irański szablista, dwukrotny olimpijczyk, mistrz Azji.

## Życiorys
Urodził się 23 sierpnia 1990. Wziął udział w barwach Iranu w Letnich Igrzskach Olimpijskich 2016, gdzie wystartował w szabli indywidualnie mężczyzn. Przegrał tam w 1/16 finału 11:15 z reprezentantem Niemiec Matyasem Szabo. W 2021 roku ponownie wystartował jako członek reprezentacji Iranu w Letnich Igrzyskach Olimpijskich. W rywalizacji indywidualnej szablistów w 1/16 finału pokonał 15:12 reprezentanta Węgier Andrása Szatmáriego, w 1/8 finału zwyciężył 15:9 Maxa Hartunga, reprezentanta Niemiec, jednak w ćwierćfinale uległ Węgrowi Áronowi Szilágyi 15:6, który później wygrał cały turniej. Wystartował też w rywalizacji drużynowej szablistów, gdzie wraz z Mohammadem Fotouhi, Mojtabą Abedinim i Mohammadem Rahbarim wywalczył dla Iranu szóste miejsce.
Wielokrotnie startował i zdobywał medale na mistrzostwach Azji.